# The Hour Of Reprisal
| Оценки критиков | Оценки критиков |
| Источник        | Оценка          |
| --------------- | --------------- |
| AllMusic        | [ 1 ]           |
| Consequence     | С+              |
| HipHopDX        | 4 из 5          |
| RapReviews      | 8.5 из 10       |
| Спутникмьюзик   | 3.5 из 5        |

«The Hour Of Reprisal» (с англ. — «Час расплаты») — второй сольный студийный альбом американского рэпера Илл Билла, выпущенный 16 сентября 2008 года на лейблах Uncle Howie Records и Fat Beats Records. Музыкальный продюсерами стали Илл Билл, спродюсировавший половину треков и также выступивший в роли исполнительного продюсера, его младший брат Некро, Сикнейчер, Дарп Малоун, Диджей Литал, Диджей Маггс, Диджей Премьер, Ти-Рэй и Циник. Приглашёнными гостями выступили Эверласт и Слейн, которые являются участниками хип-хоп группы Ля Кока Ностра, Би-Рил, Винни Паз, Говард Джонс (из Killswitch Engage), Иммортал Текник, Макс Кавалера, Некро, Рэйквон, Тек Найн, ХИРО (Е-Дот и Дарп Малоун), Х.Р. и Дэррил Дженифер (из Bad Brains), и Кью-Юник.
Альбом попал в топ 100 еженедельного хит-парада лучших Ар-энд-Би/хип-хоп-альбомов США, публикуемый американским журналом «Биллборд». Диджей Премьер в своём блоге назвал этот альбом одним из двадцати лучших альбомов 2008 года.

## Список композиций
| №                   | Название                                                          | Автор(ы)                                                                      | Продюсер(ы)         | Длительность |
| ------------------- | ----------------------------------------------------------------- | ----------------------------------------------------------------------------- | ------------------- | ------------ |
| 1.                  | «Babylon» (при участии Говард Джонс и Q-Unique)                   | Уильям Браунштейн, Тодд Рэй                                                   | Ти-Рэй              | 5:14         |
| 2.                  | «Doomsday Was Written In An Alien Bible»                          | У. Браунштейн                                                                 | Илл Билл            | 3:03         |
| 3.                  | «Trust Nobody»                                                    | У. Браунштейн                                                                 | Илл Билл            | 2:48         |
| 4.                  | «A Bullet Never Lies» (при участии Винни Паз)                     | У. Браунштейн, Винчензо Лювинери, Леорс Григорьевич Димантс                   | Диджей Литал        | 3:24         |
| 5.                  | «White Nigger»                                                    | У. Браунштейн, Сэм Тотман                                                     | Илл Билл            | 4:00         |
| 6.                  | «My Uncle»                                                        | У. Браунштейн                                                                 | Илл Билл, Сикнейчер | 2:45         |
| 7.                  | «Riva» (при участии Х.Р. и Даррил Дженифер)                       | У. Браунштейн                                                                 | Илл Билл            | 3:51         |
| 8.                  | «War Is My Destiny» (при участии Макс Кавалера и Иммортал Текник) | У. Браунштейн, Массимилиано Антонио Кавалера, Фелипе Андрес Корнел            | Илл Билл            | 3:10         |
| 9.                  | «Society Is Brainwashed»                                          | У. Браунштейн, Кристофер Эдвард Мартин                                        | Диджей Премьер      | 3:44         |
| 10.                 | «This Is Who I Am»                                                | У. Браунштейн, Lawrence "DJ Muggs" Muggerud                                   | Диджей Маггс        | 3:19         |
| 11.                 | «Too Young» (при участии HERO и Слейн)                            | У. Браунштейн, Errol "E-Dot" Henry, Джордж Кэрролл, Justin "Darp Malone" Ryan | Дарп Малоун         | 4:32         |
| 12.                 | «Pain Gang» (при участии Би-Рил и Эверласт)                       | У. Браунштейн, Луис Фрис, Эрик Шроди, Richard "Cynic" Alfaro                  | Циник               | 3:55         |
| 13.                 | «U.B.S. (Unauthorized Biography Of Slayer)»                       | У. Браунштейн, Рон Браунштейн                                                 | Некро               | 2:28         |
| 14.                 | «Coka Moshiach» (при участии Рэйквон)                             | У. Браунштейн, Кори Вудс                                                      | Илл Билл            | 2:31         |
| 15.                 | «The Most Dangerous Weapon Alive»                                 | У. Браунштейн, Р. Браунштейн                                                  | Некро               | 2:21         |
| 16.                 | «Soap»                                                            |                                                                               |                     | 0:48         |
| 17.                 | «I'm A Goon»                                                      | У. Браунштейн                                                                 | Илл Билл, Сикнейчер | 3:24         |
| 18.                 | «Only Time Will Tell» (при участии Некро, Тек Найн и Эверласт)    | У. Браунштейн, Р. Браунштейн, Аарон Донтез Йейтс, Шроди, Muggerud             | Диджей Маггс        | 4:36         |
| Общая длительность: | Общая длительность:                                               | Общая длительность:                                                           | Общая длительность: | 59:53        |

## Музыкальный персонал
- Уильям Браунштейн — вокал, музыкальный продюсер треков 2, 3, 5-8, 14 и 17; звукозапись и микширование, исполнительный продюсер
- Говард Джонс — вокал на 1
- Anthony «Q-Unique» Quiles — бэк-вокал на 1
- Винчензо Лювинери — вокал на 4
- Пол Д. «H.R.» Хадсон — вокал на 7
- Даррил Дженифер — бас на 7
- Макс Кавалера — вокал на 8
- Фелипе Корнел — вокал на 8
- Errol «E-Dot» Henry — вокал на 11
- Джордж Кэрролл — вокал на 11
- Justin «Darp Malone» Ryan — вокал и продюсер на 11
- Луис Фрис — вокал на 12
- Эрик Шроди — вокал на 12 и 18
- St. Louis — клавишные на 12
- Кори Вудс — вокал на 14
- Рон Браунштейн — вокал на 18; музыкальный продюсер треков 13 и 15
- Аарон Донтез Йейтс — вокал на 18
- Eric «DJ Eclipse» Winn — cкретчи на 3 и 17; звукозапись треков 2 и 9
- Кристофер Мартин — cкретчи, музыкальный продюсер и микширование на 9
- Lawrence «DJ Muggs» Muggerud — cкретчи на 18, музыкальный продюсер и микширование на 10 и 18
- Тодд Рэй — музыкальный продюсер, звукозапись и микширование на 1
- Леорс Григорьевич Димантс — музыкальный продюсер на 4, звукозапись трека 7
- Jeppe «Sicknature» Andersen — музыкальный продюсер треков 6 и 17
- Richard «Cynic» Alfaro — музыкальный продюсер на 12
- Карлос Бесс — звукозапись и микширование
- Эллиотт Томас — звукозапись и микширование
- Антон Пукшански — звукозапись и микширование трека 1
- Jeff Abell — звукозапись и микширование трека 16
- Larry Lachmann — мастеринг звукозаписи
- Eden Braunstein — фотограф
- Mike McRath — фотограф
- Ларри Кэрролл — художник
- Donna McLeer — графический художник и планировка
- Howie Abrams — артисты и репертуар, менеджмент
- Kenny Gabor — менеджмент
- Vaughn Lewis — менеджмент